# Campeonato Europeo de Judo de 2007
El LV Campeonato Europeo de Judo se celebró en Belgrado (Serbia) entre el 6 y el 8 de abril de 2007 bajo la organización de la Unión Europea de Judo (EJU) y la Federación Serbia de Judo. Las competiciones se realizaron en la Arena de Belgrado.
Las competiciones de la categoría abierta se disputaron en Varsovia (Polonia) el 1 de diciembre.

## Medallistas en Belgrado

### Masculino
| Evento  | Oro                       | Plata                            | Bronce                                                               |
| ------- | ------------------------- | -------------------------------- | -------------------------------------------------------------------- |
| –60 kg  | Ruslan Kishmajov · Rusia  | Hovhannes Davtian Armenia        | Nestor Jerguiani Georgia Gal Yekutiel Israel                         |
| –66 kg  | Zaza Kedelashvili Georgia | Miloš Mijalković Serbia          | Tomasz Adamiec · Polonia · Benjamin Darbelet · Francia               |
| –73 kg  | Salamu Mezhidov · Rusia   | David Kevjishvili Georgia        | Gueorgui Gueorguiev · Bulgaria · Kanstantsin Siamionau · Bielorrusia |
| –81 kg  | Robert Krawczyk · Polonia | Siarhei Shundzikau · Bielorrusia | Euan Burton · Reino Unido · Guillaume Elmont · Países Bajos          |
| –90 kg  | Valentyn Hrekov · Ucrania | Irakli Tsirekidze Georgia        | David Alarza Palacios · España · Roberto Meloni · Italia             |
| –100 kg | Dániel Hadfi · Hungría    | Ruslan Gasymov · Rusia           | Frédéric Demontfaucon Francia Ariel Zeevi Israel                     |
| +100 kg | Teddy Riner Francia       | Lasha Gudzhedzhiani Georgia      | Alexandr Mijailin · Rusia · Andreas Tölzer · Alemania                |

### Femenino
| Evento | Oro                                 | Plata                           | Bronce                                                         |
| ------ | ----------------------------------- | ------------------------------- | -------------------------------------------------------------- |
| –48 kg | Alina Dumitru · Rumania             | Valentina Moscatt · Italia      | Vanesa Arenas Comerón · España · Frédérique Jossinet · Francia |
| –52 kg | Telma Monteiro Portugal             | Audrey La Rizza Francia         | Ilse Heylen · Bélgica · Petra Nareks · Eslovenia               |
| –57 kg | Isabel Fernández Gutiérrez · España | Yvonne Bönisch · Alemania       | Sabrina Filzmoser · Austria · Kifayət Qasımova · Azerbaiyán    |
| –63 kg | Lucie Décosse Francia               | Urška Žolnir Eslovenia          | Claudia Heill · Austria · Anna von Harnier · Alemania          |
| –70 kg | Gévrise Émane Francia               | Katarzyna Piłocik · Polonia     | Edith Bosch · Países Bajos · Maryna Pryshchepa · Ucrania       |
| –78 kg | Stéphanie Possamaï Francia          | Vera Moskaliuk · Rusia          | Michelle Rogers · Reino Unido · Esther San Miguel · España     |
| +78 kg | Anne-Sophie Mondière Francia        | Carola Uilenhoed · Países Bajos | Tea Donguzashvili · Rusia · Lucija Polavder · Eslovenia        |

### Medallero
| Núm. | País         | Oro | Plata | Bronce | Total |
| ---- | ------------ | --- | ----- | ------ | ----- |
| 1    | Francia      | 5   | 1     | 3      | 8     |
| 2    | Rusia        | 2   | 2     | 2      | 6     |
| 3    | Georgia      | 1   | 3     | 1      | 5     |
| 4    | Polonia      | 1   | 1     | 1      | 3     |
| 5    | España       | 1   | 0     | 3      | 4     |
| 6    | Ucrania      | 1   | 0     | 1      | 2     |
| 7    | Hungría      | 1   | 0     | 0      | 1     |
| 7    | Portugal     | 1   | 0     | 0      | 1     |
| 7    | Rumania      | 1   | 0     | 0      | 1     |
| 10   | Alemania     | 0   | 1     | 2      | 3     |
| 10   | Eslovenia    | 0   | 1     | 2      | 3     |
| 10   | Países Bajos | 0   | 1     | 2      | 3     |
| 13   | Bielorrusia  | 0   | 1     | 1      | 2     |
| 13   | Italia       | 0   | 1     | 1      | 2     |
| 15   | Armenia      | 0   | 1     | 0      | 1     |
| 15   | Serbia       | 0   | 1     | 0      | 1     |
| 17   | Austria      | 0   | 0     | 2      | 2     |
| 17   | Israel       | 0   | 0     | 2      | 2     |
| 17   | Reino Unido  | 0   | 0     | 2      | 2     |
| 20   | Azerbaiyán   | 0   | 0     | 1      | 1     |
| 20   | Bélgica      | 0   | 0     | 1      | 1     |
| 20   | Bulgaria     | 0   | 0     | 1      | 1     |
|      | TOTAL        | 14  | 14    | 28     | 56    |

## Medallistas en Varsovia

### Masculino
| Evento            | Oro                       | Plata                      | Bronce                                                   |
| ----------------- | ------------------------- | -------------------------- | -------------------------------------------------------- |
| Categoría abierta | Alexandr Mijailin · Rusia | Ihar Makarau · Bielorrusia | Przemysław Matyjaszek · Polonia · Martin Padar · Estonia |

### Femenino
| Evento            | Oro                        | Plata                   | Bronce                                                |
| ----------------- | -------------------------- | ----------------------- | ----------------------------------------------------- |
| Categoría abierta | Yelena Ivashchenko · Rusia | Anaid Mjitarian · Rusia | Ketty Mathé · Francia · Małgorzata Górnicka · Polonia |

### Medallero
| Núm. | País        | Oro | Plata | Bronce | Total |
| ---- | ----------- | --- | ----- | ------ | ----- |
| 1    | Rusia       | 2   | 1     | 0      | 3     |
| 2    | Bielorrusia | 0   | 1     | 0      | 1     |
| 3    | Polonia     | 0   | 0     | 2      | 2     |
| 4    | Estonia     | 0   | 0     | 1      | 1     |
| 4    | Francia     | 0   | 0     | 1      | 1     |
|      | TOTAL       | 2   | 2     | 4      | 8     |